# Santoña Club de Fútbol
El Santoña Club de Fútbol es un club de fútbol español con sede en el municipio de Santoña (Cantabria), que compite actualmente en Segunda Regional. Fue fundado en 1917 con el nombre de Sociedad Deportiva Santoña Fútbol Club.
Ocupa la 4.ª posición en la clasificación histórica del fútbol cántabro, por detrás del Real Racing Club de Santander, la R.S. Gimnástica de Torrelavega y el C.D. Laredo. Asimismo, ocupa la 119.ª posición en la clasificación histórica de Tercera División. 
Entre sus logros destaca su militancia durante la temporada 1988-89 en Segunda División B y otras catorce participaciones en el tercer nivel nacional. En 1936 el entonces Santoña F.C. estuvo a punto de conseguir el ascenso a la Segunda División, que por aquel entonces se dividía en varios grupos o sectores.
Disputa sus partidos como local desde 2007 en los Campos de El Paloma, que se inauguraron con un encuentro liguero de Tercera División ante la S.D. Textil Escudo. El partido concluyó con un empate a uno, siendo Nacho Neira el goleador santoñés.

## Historia

### Orígenes del fútbol en Santoña.
Desde los últimos años del siglo XIX ya se practicaba el fútbol en Santoña, introducido por los marineros ingleses que venían a cargar mineral del hierro de las minas del monte de Santoña. No sería hasta principios del siglo XX cuando comienza a organizarse formalmente, creándose sociedades futbolísticas y organizándose  los primeros partidos amistosos entre distintos equipos de la localidad.
Las primeras noticias escritas de fútbol en la localidad son de junio de 1908, concretamente de la asamblea celebrada por la Sociedad Tierruca Foot-ball para la elección de su junta directiva. El 10 de septiembre de mismo año, el semanario local El Eco de Santoña hacía referencia a un torneo celebrado en la antigua plaza de Sagunto, más conocida como Campa de San Miguel, con motivo de las Fiestas Patronales en honor a la Virgen del Puerto. Contendieron un primitivo Santoña F.C. y el Santander F.C., conjunto de la capital provincial que se impuso por 0-3.
De este Santoña F.C. en lo sucesivo nada más se supo, ni tampoco de más actividad de la entidad en el municipio.

### De los inicios a la Guerra Civil.
El actual Santoña Club de Fútbol se funda en 1917 bajo el nombre de Hispania, habilitando un terreno de juego denominado Campo de El Glacis junto al Pasaje. El equipo santoñés se nutría para conformar su plantilla de la juventud local y de los militares de Infantería y Artillería que cumplían en la plaza militar.
El primer encuentro oficial del Hispania fue en septiembre de 1917, frente al Strong F.C. de Santander, ganando los de la capital por 4-1. Jugaban en el equipo santoñés los hermanos Portugal y Federico Carlos como jugadores destacados. El Hispania se enfrentó en varias ocasiones al Strong F.C. santanderino en los años sucesivos. 
En el apartado militar, el municipio también contó con un equipo del 12 Regimiento de Artillería Pesada con sede en la localidad; el cual, en más de una ocasión, puso en aprietos a distinguidos club de la capital. 
Fruto de la estrecha colaboración y de la buena armonía que había entre ambas sociedades, en 1922 se procedió a su fusión constituyéndose una nueva titulada Sociedad Deportiva Unión Santoñesa con fines competitivos, vistiendo camiseta blanca con pantalón negro y afiliándose a la Federación Regional Cántabra donde fue considerado como de Serie C, el tercer nivel de la época. Supondría una revitalización del fútbol santoñés de la época.
Después de una rápida eliminación en la temporada 22/23 donde apenas disputó un encuentro oficial, el resto de partidos fueron amistosos hasta que en la campaña 23/24  pudo llegar más lejos en la competición, ascendiendo a la Serie B. Para estrenarse en esta categoría y ante las necesidades económicas del club, este no podía seguir actuando en el Campo de El Glacis, pues no estaba cerrado y era imposible hacer taquillaje.
Por ello se acondicionaron unos terrenos en la calle Las Huerta que pudo inaugurar el 7 de septiembre de 1924 empatando 2-2 frente al Portugalete F.C., compitiendo a continuación en el torneo 24/25 donde fue segundo en un reducido grupo de tres participantes.
Inmerso en un periodo en el que el fútbol regional lo dominaban los clubs santanderinos en calidad y cantidad, estos fueron sus principales adversarios en los numerosos encuentros amistosos que protagonizó reduciéndose su participación competitiva a clubes de su entorno como la S.D. Olimpia Sport, de la vecina Laredo y la S.D. Castro F.C., de Castro-Urdiales. Llegado a la temporada 26/27 y en plena disputa por el título, el club santoñés entró en litigio con la Federación Cántabra siendo suspendidos sus derechos federativos, lo que supone la extinción de la sociedad.
Disuelta la S.D. Unión Santoñesa, se procede de inmediato en el local de ésta a la constitución de una nueva sociedad. Esta se constituye el 20 de mayo de 1927 y prácticamente por los mismos directivos y jugadores una nueva sociedad denominada Club Deportivo Santoñés vistiendo igualmente camiseta blanca con pantalón negro estando su Junta Directiva encabezada por Manuel Martínez como presidente.
El C.D. Santoñés hizo del Campo de El Glacis su feudo aunque con poca fortuna pues, el impedimento de enfrentarse a clubs federados y el temor a no ser bien tratados por el máximo organismo regional en cuestiones balompédicas, al ser los mismos protagonistas, provocó que sus encuentros fueran todos amistosos y con cuentagotas.
Esta circunstancia hace que en abril de 1928 la entidad se refunde, llevando a cabo una profunda renovación de su directiva. El club pasa a denominarse Paloma Sport, siendo Paulino Alonso su presidente. El nombre del equipo proviene del apodo de "palomas" que recibían los jugadores, debido a la equipación blanquinegra que vestía el conjunto santoñés. Destacar del Paloma Sport sus duelos con el también equipo santoñés Comilona Sport, constituyendo un auténtico derbi local.
Entre ambos equipos hubo constantes desafíos, dividiéndose la afición santoñesa -aunque siendo más numerosa la que seguía al Paloma Sport-. Una canción de la época, que se tenía como un himno entre la afición, recuerda la rivalidad entre ambos equipos: "Bien Paloma, bien Paloma / tú eres la honra de Santoña, / son tus once jugadores / a cualquier hora mejores / que los del Comilona. / Bien Paloma, bien Paloma".
En agosto de 1931, el Paloma Sport entra de lleno en la disciplina federativa. Para poder competir en la Federación Cántabra y ser su localidad de origen reconocida, se exige a la entidad santoñesa denominarse de otra manera. Decide adoptarse el nombre de S.D. Santoña Foot-ball Club.
Eran años en los que el fútbol hacía furor, acudiendo en masa al campo hombres, mujeres y niños. Teniendo en cuenta los gastos que representaba mantener el equipo, el club presentó al Consistorio la necesidad de disponer de un campo cerrado. Para ello, el Ayuntamiento de Santoña cedió un terreno denominado "Campo Raso", firmando previamente un contrato con el club para su construcción.
Con el esfuerzo de directivos y aficionados, el domingo 4 de septiembre de 1932 se inaugura oficialmente sobre lo que anteriormente fue lugar de marisma el Campo de El Paloma, recibiendo el nombre del antiguo equipo santoñés. El partido inaugural fue disputado entre el Athletic Club, de Bilbao y el Real Racing Club, de Santander; con victoria para los vizcaínos.
La S.D. Santoña F.C. consigue en la temporada 32/33 el primer puesto de la Serie B, logrando el ascenso a la Serie A, máxima categoría del fútbol regional. En su estreno en la Serie A, el Santoña resulta cuarto de un total de cinco participantes, manteniendo la categoría. Paralelamente al campeonato liguero, el club cántabro participó en el Grupo II de Tercera División que no era sino un torneo eliminatorio para decidir qué clubs ascendían a Segunda División, teniendo el conjunto cántabro escasa fortuna al ser cuarto y colista con dos empates precedido de C.D. Torrelavega, Club Gijón y Sportiva Ovetense. 
De excelente puede considerarse la campaña 34/35 en la que, presidido por Melchor Zarauza y con una sola derrota, se proclamó campeón de la serie A, clasificándose para el Campeonato de España. El Santoña logra eliminar al Arenas S.D., de Zaragoza, siendo eliminado finalmente por la A.D. Ferroviaria, de Madrid.
El Santoña repite la gesta en la última temporada antes de la Guerra Civil, repitiendo éxito en la sesión 35/36 y coronándose como uno de los mejores clubes cántabros. Se clasifica también para el Campeonato de España, eliminando al C.D. Calahorra, al C.D. Mirandés y al Español, de Zaragoza. Finalmente será eliminado por la U.D. Salamanca, cerca de rozar la gloria.

### Posguerra y consolidación de la sociedad.
Sorprendida la S.D. Santoña F.C. por el estallido de la Guerra Civil en julio de 1936, quizás cuando el club se encontraba en su mejor momento deportivo, tras la finalización del conflicto bélico las aguas tardaron más de los esperado en bajar hasta el cauce, no pudiendo el club cántabro ser reorganizado hasta 1940 por lo que, a pesar de tener plaza por méritos propios, no pudo competir en el campeonato de Primera Regional de la temporada 39/40. Sí lo hizo en la campaña 40/41 convertido en Santoña Club de Fútbol acatando la nueva Ley que prohibía el uso de extranjerismos. 
Los primeros años de posguerra es una etapa difícil de precisar por la falta de actas y otros documentos. Intervienen en el club los organismos del Movimiento, apareciendo como órgano superior la Delegación Nacional de Deportes de Falange Española Tradicionalista y de las J.O.N.S. Fueron años de reorganización para el Santoña C.F.
En la temporada 42/43, recompuesto y con nuevos jugadores, el Santoña vuelve a la competición quedando primero en su grupo de Tercera Categoría y ascendiendo a Segunda Categoría pero, debido al superior nivel del campo de El Paloma y el interés de la localidad en el panorama provincial, el club fue administrativamente elevado a Primera Categoría disponiendo de una magnífica temporada 43/44 en la que fue nuevamente campeón consiguiendo ascender a Tercera División, categoría convertida en el tercer nivel nacional desde 1943 y organizada en grupos que jugaban mediante el sistema de Liga.
Por primera vez en su historia, el Santoña C.F. disputa el campeonato de Tercera División en la temporada 44/45. Era presidente Julián Viadero y entrenador Luciano Biurrun. Todos los jugadores, a excepción de dos de los mismos, eran vecinos de la localidad. El hecho de disputar por primera vez la Tercera División hizo que se viviera el fútbol con gran intensidad e ilusión en la villa, multiplicándose el número de aficionados.
Una nueva canción aparece en el panorama deportivo local que anima a jugadores y seguidores: "Ya llega la flota pesquera / cantando con ilusión, / porque el Santoña ha quedado / en Tercera División".
Competir en Tercera División para un club modesto como el Santoña C.F. fue un gran paso que le llevaba a codearse nuevamente con importantes clubs de su zona estrenando este nuevo ciclo la campaña 44/45 en el Grupo II donde participaban clubs cántabros y astures. Su papel no fue destacado, más contrariamente todo pasó por evitar el descenso, objetivo que se consiguió no sin apuros al ser noveno igualado a puntos con el colista Club Langreano. 
La sesión 45/46 fue más afortunada terminando octavo pero con el descenso más alejado, ingresando durante la edición 46/47 en el Grupo III donde le esperaban, además de clubes cántabros, vizcaínos; ocupando el décimo y último puesto. No se desciende al aumentar el campeonato la siguiente campaña el número de contendientes. El Santoña perdería también esta temporada la final del Campeonato Regional de Cantabria, ante el Barreda, por dos tantos a uno. El partido se celebró el 10 de febrero de 1946 en los Campos de Sport del Sardinero.
En el curso 47/48 no se pudo hacer nada por evitarlo pues de nuevo en el Grupo II terminó decimocuarto y último descendiendo a Primera Regional. El acceso a Primera Regional se vivió sin sobresaltos ya que en el club se era consciente de que este paso se podía producir en cualquier momento y este había llegado. 
Primer clasificado en la temporada 48/49 empatado a puntos con el C.D. Naval, de Reinosa, se clasificó para disputar la Promoción de Ascenso a Tercera División, fase en la que fue colista superado por Club Langreano, S.D. Ponferradina y C.D. Fábrica Nacional de Palencia. En la campaña 49/50, otra vez entre los favoritos, su rendimiento no fue el esperado terminando tercero y sin lograr el ansiado ascenso a Tercera.

### La década de los cincuenta, regreso a Tercera y altibajos.
Al iniciarse los años cincuenta el Santoña C.F. siguió apostando por el ascenso de categoría siéndole esquiva la suerte puesto que, a pesar de tener oportunidades para hacerlo, no las supo aprovechar. Campeón de su grupo de Primera Regional en las temporadas 50/51 y 51/52, en ninguna de las dos pudo ascender para lamento de sus seguidores al quedar apeado en la Promoción de Ascenso, obteniendo un resultado discreto en la campaña 52/53 al ser sexto.
El la temporada 53/54, con la llegada de Vicente Pedraja al banquillo y con la dirección deportiva de Luciano Biurrun el Santoña, de nuevo campeón de Primera Regional, pudo al fin ascender a Tercera División como se perseguía desde hacía tiempo. Se ficha a jugadores históricos del club como Ramiro, Abascal, Quirce y Torralbo. Esta temporada, además, elimina en el Campeonato de España a los campeones de Asturias, León y Palencia, haciendo un brillantísimo papel. Cae en la eliminatoria ante el C.D. Salamanca.
Al llegar a popularizarse el baile de la raspa en España por aquellos años, su música fue aprovechada para otra simpática canción dedicada al equipo: "La raspa la inventó / Landeira con el balón, / y Quirce que lo vió, / del gusto metió otro gol".
Ubicado en el Grupo II astur-cántabro, la temporada 54/55 fue comprometida dado que, noveno en Liga, tuvo que disputar la Fase de Permanencia en la que, tercero, pudo conseguir la continuidad. El sistema competitivo de la época, con dos fases bien definidas, le dejó en cuarto puesto en la campaña 55/56 debiendo jugar la Fase de Permanencia en el que fue tercero, siendo el resultado de la temporada 56/57 totalmente adverso al ser decimosexto y colista dentro del Grupo III en el que compartió destino con clubs cántabros y vizcaínos descendiendo a Primera Regional.
El campeonato 57/58 en el grupo único cántabro de Primera Regional fue de absoluto dominio de los santoñeses que vestían desde hacía poco camiseta blanca con pantalón azul, imponiéndose en diecinueve de los veintidós encuentros por lo que, primeros, ascendieron directamente a Tercera División. Designado competir con los clubs vizcaínos en el Grupo III, la temporada 58/59 no fue brillante terminando en decimoprimera plaza de forma apurada, mismo puesto conseguido en la campaña 59/60 pero con la diferencia de tener el descenso a considerable distancia.
Concluye la década de los cincuenta y el Santoña C.F. continúa en Tercera.

### Los años sesenta. Doblete de 1966.
Antes de entrar en los años sesenta la presidencia del club ha pasado a Alejando Sierra. Bajo su mandato el club se mantuvo en Tercera las cuatro temporadas que estuvo al frente. También bajo su mandato se llevó a cabo el arreglo del campo de El Paloma.

## Denominaciones
- Hispania: (1917-22) Nombre oficial en su fundación, impulsado por los jugadores procedentes de la juventud local y de los militares de Infantería y Artillería que cumplían en la plaza de Santoña. El club se funda el día de Santiago Apóstol, patrón de España.
- Sociedad Deportiva Unión Santoñesa: (1922-27) Ante la aparición del equipo del 12 Regimiento de Artillería Pesada con sede en la localidad y fruto de la colaboración y buena armonía entre ambas sociedades, se lleva a cabo una fusión de las mismas.
- Club Deportivo Santoñés: (1927-28) Tras la suspensión de los derechos federativos y la extinción de la sociedad por parte de la Federación Cántabra, se constituye esta nueva sociedad integrada por los mismos directivos y jugadores.
- Paloma Sport: (1928-32) El temor a no ser bien tratados por la Federación en cuestiones balompédicas al tratarse prácticamente de los mismos protagonistas, decide llevarse a cabo una refundación, adoptando el nombre del apodo de "paloma" que recibían los jugadores por su vestimenta blanca y negra.
- Sociedad Deportiva Santoña Foot-ball Club: (1931-41) Para poder competir en la Federación Cántabra y ser su localidad de origen reconocida, se exige a la entidad santoñesa denominarse de otra manera. Decide adoptarse el nombre de S.D. Santoña Foot-ball Club.
- Santoña Club de Fútbol: (1941-Act.) En la temporada 1940/41, con Antonio Valle en la presidencia, el club adquiere el nombre que mantiene en la actualidad.

## Historial
- Temporadas en 1ª: 0
- Temporadas en 2ª: 0
- Temporadas en 2ªB: 1 (1988-89)
- Temporadas en 3ª: 44 (1933-34, 1944-45 a 1947-48, 1954-55 a 1956-57, 1958-59 a 1962-63, 1966-67, 1977-78 a 1987-88, 1989-90 a 1992-93, 1994-95, 1996-97 a 2001-02, 2005-06 a 2008-09, 2010-11, 2012-13 a 2014-15)
- Temporadas en Regional Preferente de Cantabria: 9 (1993-94, 1995-96, 2002-03, 2004-05, 2009-10, 2011-12, 2015-16 a 2017-18)
- Temporadas en Primera Regional de Cantabria: 2 (2003-04, 2018-19)

- Puesto actual en la clasificación histórica de 2ªB División de España: 354
- Puesto actual en la clasificación histórica de 3ª División de España: 119

## Palmarés

### Competiciones oficiales
- Campeonato Regional de Cantabria (fútbol) (2): 1934-35 y 1935-36.
- Subcampeón de 3ª (2): 1980-81 y 1987-88.
- Campeonato de Cantabria de Aficionados (6): 1950, 1952, 1953, 1954, 1960 y 1977.
- Subcampeón de Cantabria de Aficionados (7): 1946, 1956, 1963, 1966, 1968, 1971 y 1973.
- Subcampeón de Copa Cantabria (2): 1959 y 1964.
- Mejor clasificación en Segunda B: 18º (1988-89).
- Mejor clasificación en Copa: Tercera ronda (1988)

### Títulos amistosos
- Trofeo Turista (1): 1977[3]
- Trofeo Villa de Ramales (1): 1984[4]

## Uniforme
- Primer uniforme: Camiseta blanca, pantalón negro y medias blancas.

- Segundo uniforme: Camiseta, pantalón y medias rojas.

## Estadio
El Santoña C.F. juega sus partidos en El Paloma con capacidad para 4500 espectadores. El campo es de hierba natural.

## Temporadas del Santoña
Temporadas del Santoña C.F. desde 1977-78:
| Temporada | Categoría           | Puesto | Logros   | Copa del Rey |
| --------- | ------------------- | ------ | -------- | ------------ |
| 1977-78   | Tercera División    | 9º     |          | 1ª Ronda     |
| 1978-79   | Tercera División    | 16º    |          | 2ª Ronda     |
| 1979-80   | Tercera División    | 13º    |          | 2ª Ronda     |
| 1980-81   | Tercera División    | 2º     |          | 1ª Ronda     |
| 1981-82   | Tercera División    | 3º     |          | 1ª Ronda     |
| 1982-83   | Tercera División    | 14º    |          | 1ª Ronda     |
| 1983-84   | Tercera División    | 9º     |          |              |
| 1984-85   | Tercera División    | 11º    |          |              |
| 1985-86   | Tercera División    | 17º    |          |              |
| 1986-87   | Tercera División    | 5º     |          |              |
| 1987-88   | Tercera División    | 2º     | ascenso  | 3ª Ronda     |
| 1988-89   | Segunda División B  | 18º    | descenso |              |
| 1989-90   | Tercera División    | 4º     |          |              |
| 1990-91   | Tercera División    | 9º     |          | 1ª Ronda     |
| 1991-92   | Tercera División    | 8º     |          |              |
| 1992-93   | Tercera División    | 18º    | descenso |              |
| 1993-94   | Regional Preferente | 2º     | ascenso  |              |
| 1994-95   | Tercera División    | 18º    | descenso |              |
| 1995-96   | Regional Preferente |        | ascenso  |              |
| 1996-97   | Tercera División    | 14º    |          |              |
| 1997-98   | Tercera División    | 6º     |          |              |
| 1998-99   | Tercera División    | 5º     |          |              |
| 1999-00   | Tercera División    | 6º     |          |              |
| 2000-01   | Tercera División    | 13º    |          |              |
| 2001-02   | Tercera División    | 20º    | descenso |              |
| 2002-03   | Regional Preferente | 15º    | descenso |              |
| 2003-04   | Primera Regional    | 1º     | ascenso  |              |
| 2004-05   | Regional Preferente | 3º     | ascenso  |              |
| 2005-06   | Tercera División    | 15º    |          |              |
| 2006-07   | Tercera División    | 13º    |          |              |
| 2007-08   | Tercera División    | 12º    |          |              |
| 2008-09   | Tercera División    | 18º    | descenso |              |
| 2009-10   | Regional Preferente | 3º     | ascenso  |              |
| 2010-11   | Tercera División    | 19º    | descenso |              |
| 2011-12   | Regional Preferente | 2º     | ascenso  |              |
| 2012-13   | Tercera División    | 8º     |          |              |
| 2013-14   | Tercera División    | 17º    |          |              |
| 2014-15   | Tercera División    | 17º    | descenso |              |
| 2015-16   | Regional Preferente | 14º    |          |              |
| 2016-17   | Regional Preferente | 11º    |          |              |
| 2017-18   | Regional Preferente | 16º    | descenso |              |
| 2018-19   | Primera Regional    | 8º     |          |              |
| 2019-20   | Primera Regional    | 6º     |          |              |
| 2020-21   | Primera Regional    | 9º     | descenso |              |
| 2021-22   | Segunda Regional    | 3º     |          |              |
| 2022-23   | Segunda Regional    | 3º     |          |              |
| 2023-24   | Segunda Regional    | 6º     |          |              |
| 2024-25   | Segunda Regional    |        |          |              |

## Equipos filiales
El club ha contado a lo largo de su historia con varios equipos filiales de manera intermitente. El primero fue el Club Deportivo Paloma, que llegó a militar en Primera Regional
- Temporadas del Paloma:
  - 1955-56: Tercera Regional (2º, grupo 1 o grupo Oriental)
  - 1956-57: Segunda Regional (4º, grupo 3)
  - 1957-58: no compite
  - 1958-59: Segunda Regional (3º)
  - 1959-60: Primera Regional (12º)
  - 1960-61 a 1965-66: no compite
  - 1966-67: Primera Regional

El último equipo filial fue el Santoña B, que también jugó en Primera Regional.
- Temporadas del Santoña B:
  - 1994-95: Primera Regional (19º; excluido de la competición)
  - 1995-96 a 1999-2000: no compite
  - 2000-01: Primera Regional (7º, grupo A)
  - 2001-02: Primera Regional (12º, grupo B)
  - 2002-03 a 2006-07: no compite
  - 2007-08: Segunda Regional (7º, grupo A)
  - 2008-09: Segunda Regional (9º, grupo A)
  - 2009-10: Segunda Regional (11º)
  - 2010-11: Segunda Regional (14º)